# На острие луча
На острие луча — научно-фантастическая повесть Александра Шепиловского. Была написана в 1966 году, опубликована в 1974. Является единственным законченным и опубликованным произведением автора.
Представляет собой пародию на «твёрдую» научную фантастику 1960-70 годов, сюжет которой было принято строить вокруг имеющего околонаучное объяснение изобретения.

В предисловии автор сравнивает её героя, гениального изобретателя Фила, с бароном Мюнхаузеном.